# 特雷布里旺
特雷布里旺（法語：Trébrivan，法語發音：[tʁebʁivɑ̃]）是法国阿摩尔滨海省的一个市镇，位于该省西南部，属于甘冈区。

## 地理
特雷布里旺（48°18'32"N, 3°28'31"W）面积22.96 平方千米，位于法国布列塔尼大區阿摩尔滨海省，该省份为法国西北部沿海省份，位于布列塔尼半岛北部，北濒大西洋英吉利海峡，西接菲尼斯泰尔省，南至莫尔比昂省，东临伊勒-维莱讷省。
与特雷布里旺接壤的市镇（或旧市镇、城区）包括：卡诺埃特、洛卡恩、梅勒卡赖、勒穆斯图瓦尔、特雷夫兰。

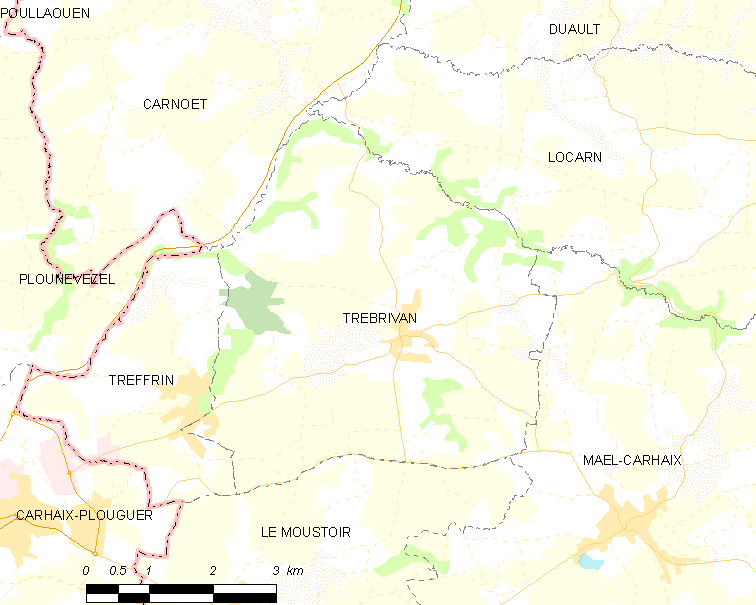
特雷布里旺的OSM定位图

特雷布里旺的时区为UTC+01:00、UTC+02:00（夏令时）。

## 行政
特雷布里旺的邮政编码为22340，INSEE市镇编码为22344。

## 政治
特雷布里旺所属的省级选区为罗斯特勒南县。

## 人口

1962-2008年间特雷布里旺人口变化图示

特雷布里旺于2022年1月1日时的人口数量为763人。